# Ett moln i byxor
Ett moln i byxor (Облако в штанах, Oblako v shtanakh) är en dikt av Vladimir Majakovskij skriven 1914 och först publicerad 1915 av Osip Brik. Dikten hade initialt titeln Den 13:e aposteln, men den förbjöds av censuren  samtidigt som man strök 6 sidor i verket.  Ett moln i byxor är  Majakovskijs första stora dikt och skrevs från en föraktad älskares utgångspunkt, och skildrade de heta ämnena kärlek, revolution, religion och konst, vilket tog poetens stilistiska val till en ny ytterlighet och kopplade samman oregelbundna språklinjer med överraskande deklamation. Det anses vara en vändpunkt i hans verk och en av hörnstenarna i den ryska futuristiska poesin.